# Edith Golinski
Edith Golinski (* 11. Dezember 1912 in Preetz; † 18. Juni 1985 in Kiel) war eine Kieler Lyrikerin und Märchenautorin.

## Leben
Edith Golinski wurde am 11. Dezember 1912 in Preetz als Tochter eines Kunstmalers geboren. Im Alter von 6 Jahren erkrankte sie an Lymphdrüsen-Tuberkulose. Als Folgeschäden behielt sie davon Gelenkverkrümmungen und eine Sehschädigung. Mit siebeneinhalb Jahren wurde Edith Golinski 1920 in die Kieler Blindenschule am Königsweg 80 eingeschult. Sie wollte Malerin werden, aber ihr nach vorübergehender Besserung stark abnehmendes Sehvermögen leitete sie um auf die Wortgestaltung. Aufgrund ihrer Mehrfachbehinderung lebte sie überwiegend in Pflegeheimen. Ihr erstes veröffentlichtes Märchen Warum die Spatzen im Winter hierbleiben erschien am 19. November 1932 in einer Kieler Zeitung.
Später wurde sie Mitglied im Schleswig-Holsteinischen Schriftstellerverband, hielt Lesungen und schrieb Märchen, Aphorismen und Gedichte. Sie war auch Mitglied in der Interessengemeinschaft deutschsprachiger Autoren (IGdA), der Regensburger Schriftstellergruppe International und im Eutiner Kreis sowie korrespondierendes Mitglied des Bundesverbands Deutscher Schriftsteller-Ärzte (BDSÄ).
Auf ihre erste Veröffentlichung folgten weitere, die zum Teil auch im Hörfunk gesendet wurden (Hamburg, Hannover, Bremen). Ihre ersten Buchveröffentlichungen Märchen aus Feld und Wald (1955) und Der lebendige Spiegel (1956) verlegte sie noch selbst. Weitere Werke sind das autobiografische Blick nach innen (1963) und Die Sternseele (1969), ein weiterer Band mit Kunstmärchen für Erwachsene. Mit Die Blätter nahm mir der Wind (1975) legte Golinski noch einen Kurzroman vor, bevor sie im Alter begann, sich zunehmend kleineren Formen zuzuwenden, wie ihre nachfolgenden Gedichtbände zeigen wie Ansia oder die Sehnsucht (1979), in dem auch Haiku vorzufinden sind.
Edith Golinski lebte in einem Kieler Pflegeheim. „Im 73. Lebensjahr ist Edith Golinski im Juni 1985 an den Folgen eines Herzinfarktes gestorben.“

## Auszeichnungen
- Silberne und Goldene Feder IGdA[7]
- 1. Preis beim Blindenzeitungs-Wettbewerb[7]
- 2× erster Preis Kurzgeschichtenwettbewerb Der Feierabend
- 2. Preis Lyrikwettbewerb IGdA
- 3. Preis Lyrikwettbewerb IGdA

## Bibliographie

### Bücher
Einer Auflistung im Jahrbuch für Blindenfreunde 1986 entsprechend, sind folgende Werke im Selbstverlag der Autorin erschienen:
- Märchen aus Feld und Wald, 1955
- Der lebendige Spiegel, 1956
- Blick nach innen, Erlebnisse einer Blinden, 1963

Im Katalog der Deutschen Nationalbibliothek verzeichnet sind die folgenden Titel:
- Die Sternseele und andere Märchen für Erwachsene. Dammtor-Verlag, Hamburg 1969. 57 S.
- Die Blätter nahm mir der Wind. Roman. Bläschke, Darmstadt 1975 126 S. ; 1 Ill. ; 21 cm. ISBN 3-87561-355-4
- Ansia oder die Sehnsucht. Gedichte, Aphorismen, Haiku und Märchen. Bläschke, Sankt Michael 1979. 105 S. : Ill. ; 21 cm. ISBN 3-7053-1084-4
- Ein kleines Lied. Verse. Verlag Zum Halben Bogen, Bovenden 1980. 12 S. ; 21 cm. ISBN 3-921105-91-9
- Tage von gestern : gelebt und empfunden. Bläschke, St. Michael 1981. 72 S. ; 21 cm. ISBN 3-7053-1429-7
- Unerklärliche Töne. für die da leben …, für die da hören …, für die da sehen … Hutters, Wickede (Ruhr) 1984. 56 S. ; 20 cm ISBN 3-88877-029-7

### Tonträger
- Gäb es die Sehnsucht nicht …. Geschichten und Gedichte, gesprochen von der Autorin. Eckert, Kiel 1977